# Олександрівський могильник
Олекса́ндрівський моги́льник — античний могильник епохи еллінізму, що існував у IV столітті до нашої ери. Розташований у місті Миколаїв на території Адміралтейського парку.

## Виявлення
Могильник «Олександрівський», розташований на території Адміралтейського парку в Миколаєві, було відкрито восени 2010 року в результаті копання котловану одною з приватних фірм під будівництво спортивного комплексу. Розміри пам'ятника та його межі нині точно не встановлені, оскільки територія, де він перебуває, була неодноразово перепланована при міському будівництві в XIX—XX століттях.
Протягом 2011 року Миколаївська новобудовна археологічна експедиція Науково-дослідного центру «Лукомор'я» інституту археології національної Академії наук України та Миколаївського національного університету імені В. О. Сухомлинського проводила рятувальні археологічні дослідження. В результаті робіт було відкрито та вивчено три нові пам'ятки античної епохи: могильник «Олександрівській», могильник сарматської доби в районі Старофлотських казарм та частина оборонного рову римської доби. Площа розкопок могильника 2011 року відповідала площі майбутнього будівельного котловану та становила трохи більше 1600 м2. На могильнику було досліджено 25 ґрунтових поховань.
Відомо, що виявлений пам'ятник розташований у безпосередній близькості від поселення Миколаїв-6 на території Миколаївського суднобудівного заводу. Пам'ятник площею понад 1 га був відкритий 1983 року І. А. Снитко і датований IV—III століттям до нашої ери.

## Назва
Після виявлення могильника та його розкопок в 2011 році, авторами досліджень було прийнято рішення надати новому об'єкту археології могильник «Олександрівський», спираючись на факт існування наприкінці XIX століття над могильником Олександрівського плацу, який відносився до флотського екіпажу (зараз будівля Миколаївського обласного краєзнавчого музею). На ньому проводилися заняття особового складу та військові паради. Назва частини парку і була запропонована як назва могильнику, що не суперечить загальній практиці в археології надавати пам'яткам сучасні чи історичні топонімічні назви.
Іноді в літературі можна зустріти випадки, коли могильник називають некрополем поселення Миколаїв-6.

## Дослідження

### Час функціонування
Могильник Олександрівський функціонував упродовж усього IV століття до н. е., а можливо, і більшого періоду. Не виключено, що верхня межа пам'ятника може бути піднята до середини ІІІ століття до н. е. Про це свідчить, по-перше, наявність сіроглиняного гончарного посуду, що нерідко зустрічається на некрополі Ольвії в похованнях часу еллінізму. По-друге, аналіз сагайдакових наборів із поховань могильника демонструє домінування тригранних наконечників із прихованою втулкою, що характерно для другої половини IV і першої половини III століття до н. е.
Теоретичний час функціонування могильника відповідає різним етапам існування Ольвійської держави: розквіту (перші три чверті IV століття до н. е.), занепаду (осада Зопіріоном Ольвії в 331 році до н. е.) та новому підйому, починаючи з останньої чверті IV століття до н. е. і, принаймні, до середини ІІІ століття до н. е. Для останнього із зазначених етапів характерно розширення кордонів Ольвійського полісу за рахунок входження до його складу території Миколаївського півострова. Жителі поселення Миколаїв-6 контролюють переправу через річку Інгул. Проте вже до середини ІІІ століття до н. е. в Ольвії настає економічний спад, що призводить до зменшення території держави. Можливо, саме в цей час і припиняють функціонувати поселення Миколаїв-6 та Олександрівський могильник, розташовані в безпосередній близькості. Лише на рубежі ер та під час римської військової присутності у регіоні Миколаївський півострів знову входить у сферу впливу Ольвії.

### Знахідки
Перші знахідки були виявлені при копанні котловану в 2010 році: тоді було знайдено 4 поховання. Пізніше, під час розкопок 2011 року, було розкопано ще 21 поховання. Більшість з них розташовувалися кустоподібно. На думку старшого викладача Миколаївського національного університету імені В. О. Сухомлинського Олександра Смирнова, швидше за все поховання є сімейними.
Аналіз похоронних комплексів Олександрівського могильника показує, що всі його поховання конструктивно належать двом видам похоронних споруд. Більшість з них виконана в катакомбах, менша — в ямах, ще в одному випадку тип поховання встановити не вийшло. Не виключено, що частина з досліджених ям могла бути поховальними камерами катакомб. Переважна більшість похоронних споруд своєю довгою віссю орієнтована широтно — лінією захід—схід або з незначним відхиленням. Меридіонально (по лінії північ—південь) було орієнтовано лише три поховання, причому всі вони були виконані в ямах.
Було виявлено антропоморфну стелу біля краю ями одного з поховань. Подібні примітивні статуї зрідка супроводжують скіфські похоронні комплекси. Зокрема, один з них був знайдений у рові кургану 12 (9) групи Солоха біля села Велика Знам'янка Кам'янсько-Дніпровського району Запорізької області.
Поза похованих у випадках, коли це було встановлено, — витягнуте становище на спині з незначними варіаціями за рахунок різного положення рук.
Похоронний інвентар був практично у всіх похованнях могильника. Озброєння виявлено у семи похованнях та представлено наконечниками стріл, а також наконечниками та втоками одного списа та двох дротиків. Знаряддя праці знайдено у шести похоронних комплексах: залізні ножі з кістяними рукоятями, ліпне пряслице та дві бронзові голки. Посуд походить з п'яти поховань: ліпний горщик, а також ряд грецьких гончарних імпортів — два чорнолакові килики, сероглиняна одноручна чаша і донце чорнолакової посудини, чорнолаковий канфар. Прикраси виявлені у шести похованнях могильника та представлені різними намистами, пронизами та бісером, а також раковинами. До предметів туалету належать знахідки гончарного чорнолакового та сіроглиняного лекіфів.
У шести випадках достовірно встановлено вміщення жертовної їжі до похоронного комплексу.
Крім інвентарю, виявленого під час розкопок поховань могильника, з його території трапляються й інші знахідки, а саме гончарні керамічні імпорти. Незважаючи на «випадковість» цих знахідок, немає сумнівів, що вони також були похоронним інвентарем.